# Adiponektyna

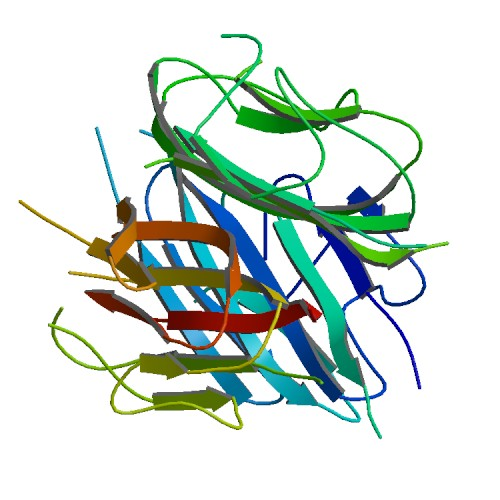
Model struktury adiponektyny

Adiponektyna (ang. adiponectin) – polipeptydowy hormon złożony z 244 aminokwasów o masie ok. 30 kDa, który jest wytwarzany i wydzielany do krwi (jako homotrimer) przez dojrzałe komórki tłuszczowe w wyniku aktywacji receptora jądrowego PPAR-γ. Adiponektyna wpływa na szereg procesów metabolicznych, szczególnie przemianę glukozy i kwasów tłuszczowych w wątrobie i mięśniach, pośrednio wpływając na wrażliwość na insulinę. Wykazuje w związku z tym działanie przeciwzapalne, przeciwmiażdżycowe i zwiększające insulinowrażliwość.
Poziom adiponektyny we krwi jest stosunkowo wysoki w porównaniu z innymi hormonami (1-30 µg/ml), stanowiąc 0,01% wszystkich białek osocza.
Występuje korelacja ujemna z BMI (zawartości tkanki tłuszczowej), a także poziom adiponektyny u kobiet jest wyższy niż u mężczyzn. Obniżony poziom adiponektyny we krwi jest uważany za niezależny czynnik ryzyka wystąpienia cukrzycy typu 2. Farmakologiczne zwiększanie stężenia adiponektyny we krwi wpływa na zwiększanie wrażliwości tkanek docelowych na insulinę. Leczenie dietetyczne prowadzące do zmniejszenia otyłości znacząco zwiększa stężenie adiponektyny we krwi.
Synonimy: Adipocyte complement related protein 30, AdipoQ, Acrp30, apM1, GBP28.
Gen adiponektyny (APM1) znajduje się na chromosomie 3 (3q27) i ma 16 kbp, zbudowany z 3 eksonów i 2 intronów.